# All Things Dull and Ugly
All Things Dull and Ugly is een lied gemaakt door de Britse komediegroep Monty Python voor hun album Monty Python's Contractual Obligation Album uit 1980.
Het lied is een parodie op de Anglicaans hymne All Things Bright and Beautiful, waarin bezongen wordt hoe alle mooie dingen door God gemaakt zijn. De parodie belicht juist het tegenovergestelde. Ook, zo al de titel van het lied, de saaie en lelijke dingen zijn door God gemaakt. Het lied geeft van die lelijke dingen een tamelijk uitvoerige opsomming. Van iedere vergiftigende slang, van iedere stekende wesp heeft Hij het gif gemaakt en - van de wespen dan - ook hun afschuwwekkende vleugels. Ook voor het voorkomen van huidschilfers en pokken - great and small - wordt God verantwoordelijk gehouden. De kracht van de parodie school ook in de uitvoering, waarbij kinderen - begeleid door opgewekte pianomuziek - het lied als een ware hymne vertolkten en met een plechtig Amen afsloten.